# Error (álbum)
Error  es el tercer álbum de estudio de la banda mexicana de rock The Warning. Fue lanzado el 24 de junio de 2022, a través de Lava y Republic Records. La canción "Money" alcanzó el top 40 en la lista de Billboard Mainstream Rock Airplay.

## Antecedentes
Error es el primer álbum de larga duración de la banda lanzado a través de Lava Records, con quien la banda firmó un contrato multiálbum en 2020. La primera canción de las sesiones de grabación fue "Choke" en mayo de 2021. Seis de las canciones del álbum ya se habían publicado en el EP Mayday en octubre de 2021.
La primera de las nuevas canciones, "Money", se lanzó como sencillo de adelanto en marzo de 2022. La banda describe el álbum como "una historia sobre cómo percibimos el mundo como generación y cómo experimentamos las cosas en esta nueva era: el amor, la tecnología, la vida social, los medios de comunicación, la política; la pérdida de nuestro sentido de humanidad y todo lo demás".

## Recepción
La crítica especializada del álbum, aunque limitada, ha sido positiva. Un crítico comentó: «The Warning es una banda en pie de guerra, que lidera un álbum con muchísima energía lírica y musical. Su sonido combina partes de guitarra bien afinadas que resultan electrizantes y atmosféricas, y en su álbum «Error», el trío se convierte en un auténtico coloso de su arte». Alternative Press lo describió como «una bestia del rock, lista para la radio». Loudwire lo incluyó en su lista de los 50 mejores álbumes de rock y metal de 2022.

## Lista de canciones
Todas las canciones escritas y compuestas por D. Villarreal, P. Villarreal y A. Villarreal, excepto lo que se indique. 
| N.º | Título                  | Duración |  |
| 1.  | «Intro 404»             | 0:57     |  |
| 2.  | «Disciple»              | 3:40     |  |
| 3.  | «Choke»                 | 3:52     |  |
| 4.  | «Animosity»             | 4:06     |  |
| 5.  | «Money»                 | 3:15     |  |
| 6.  | «Amour»                 | 3:55     |  |
| 7.  | «Evolve»                | 3:33     |  |
| 8.  | «Error»                 | 3:57     |  |
| 9.  | «Z»                     | 3:03     |  |
| 10. | «23»                    | 4:00     |  |
| 11. | «Kool Aid Kids»         | 3:23     |  |
| 12. | «Revenant»              | 4:22     |  |
| 13. | «Martirio»              | 4:04     |  |
| 14. | «Breathe» (bonus track) | 2:49     |  |

## Personal
The Warning
- Daniela Villarreal – guitarra, voz principal (pistas 2-9, 11 y 13), coros (pistas 10 y 12)
- Paulina Villarreal – batería (excepto pistas 12 y 14), coros (pistas 3-8, 11 y 13), co-voz principal (pistas 2 y 9), voz principal (pistas 10, 12 y 14), piano (pista 14)
- Alejandra Villarreal – bajo (excepto pista 14), coros (pistas 2-13)

Otros músicos
- David Bendeth – teclados, guitarra, percusión